# Geni all'opera
Geni all'opera (Shop Class) è un gioco a premi/quiz condotto da Justin Long. Il gioco a premi è stato pubblicato in anteprima negli Stati Uniti su Disney+ il 28 febbraio 2020 e in Italia il 24 marzo 2020 sempre su Disney+. Il gioco è una competizione fra diverse squadre, che si sfideranno a creare vari oggetti con il legno: le migliori costruzioni verranno poi giudicate da Justin Long, l'architetto Brooks Atwood e la progettista d'interni Lauren Makk.

## Puntate
| n° | Titolo originale          | Titolo italiano                 | Pubblicazione USA | Pubblicazione Italia |
| -- | ------------------------- | ------------------------------- | ----------------- | -------------------- |
| 1  | Justin's Biggest Fan      | La più grande ventola di Justin | 28 febbraio 2020  | 24 marzo 2020        |
| 2  | Hole in Won               | Mini Golf                       | 6 marzo 2020      | 24 marzo 2020        |
| 3  | Ramps & Champs            | Rampe da skate                  | 13 marzo 2020     | 24 marzo 2020        |
| 4  | Bridge or Bust            | Ponti                           | 20 marzo 2020     | 24 marzo 2020        |
| 5  | Boulder Bash              | Tavoli da pic-nic               | 27 marzo 2020     | 27 marzo 2020        |
| 6  | Shop Class Downhill Derby | Piste da corsa                  | 3 aprile 2020     | 3 aprile 2020        |
| 7  | Ready for Launch          | Pronti per il lancio            | 10 aprile 2020    | 10 aprile 2020       |
| 8  | Build Your Own Adventure  | Costruisci la tua avventura     | 17 aprile 2020    | 17 aprile 2020       |